# Camillo Galizzi
Camillo Galizzi (Bergamo, 23 giugno 1880 – Bergamo, 24 marzo 1962) è stato un ingegnere italiano.

## Biografia
Figlio d'arte, nacque dal pittore Luigi Galizzi e da Selene Scuri anche lei pittrice, nonché fratello di Giovanni Battista anche lui pittore, iniziò gli studi d'ingegneria all'Università di Torino dove conobbe Angela Vigliani che sposò nel 1906.

Terminati gli studi fece ritorno a Bergamo dove iniziò la progettazione di edifici di culto, lavorando in collaborazione con il padre, e partecipando al concorso del campanile per la chiesa di San Lazzaro di Bergamo, progetto che fu esposto al Circolo artistico. La chiesa era stata affrescata dal padre e dal fratello.
Nel 1920 presentò i suoi progetti all'Esposizione nazionale d'arte sacra a Venezia, relativi al tempio dei caduti di Sudorno, e alle chiese di Albino e Gandellino.Fece parte anche del Circolo Artistico Bergamasco. L'anno successivo espose alla prima mostra Biennale romana e nel 1923 a quella internazionale di Monza dove contribuì alla progettazione dell'allestimento. Ma la sua attività maggiore fu l'architettura, suoi infatti sono i progetti di alcune architetture sacre nella provincia di Bergamo tra cui il campanile della Chiesa di San Michele al Pozzo Bianco, la chiesa parrocchiale di Gandellino iniziata nel 1920, la chiesa di Cristo Re nella frazione di Comenduno di Albino del 1921 e, sempre nel comune di Albino, la chiesa di Sant'Antonio di Padova nella frazione di Fiobbio, iniziata nel 1919 e conclusa nel 1924.
Anch'esso attivo nel campo della pittura, con il fratello e altri artisti fondò la Società degli acquaforti di Bergamo. I suoi dipinti, presentano la tecnica della tradizione del divisionismo lombardo, furono esposti, con quelli del fratello Giovanni Battista, a diverse mostre collettive. 
Il materiale produttivo presente nell'archivio dell'artista è stato donato da Luigi Galizzi, figlio del fratello, alla Biblioteca civica Angelo Mai nel 1992, ed è composto da sei cartelle contenenti moltissimi dipinti e progetti.